# 莫拉加維塔
莫拉加維塔是哥倫比亞的城鎮，位於該國東北部，由桑坦德省負責管轄，距離首府布卡拉曼加130公里，始建於1709年3月15日，面積191平方公里，海拔高度2,162米，2005年人口5,303。
6°41′N 72°49′W / 6.683°N 72.817°W